# 威氏軟喉盤魚
威氏軟喉盤魚（學名：Gouania willdenowi），為輻鰭魚綱喉盤魚目喉盤魚科的其中一種，該物種曾是本屬唯一已知的成員；然而，2020年的一項研究分出三個新物種，並將原同種異名G. pigra恢復為有效物種。1810 年，安托萬·里索（Antoine Risso）將其描述為Lepadogaster willdenowi，產於法國尼斯的模式產地。隨後，喬瓦尼·多梅尼科·納爾多（Giovanni Domenico Nardo）於 1833 年將其歸入單型屬Covania，1864 年喬瓦尼·卡內斯特里尼（Giovanni Canestrini）將其更正為Gouania。屬名是為了紀念法國植物學家安托萬·古安（Antoine Gouan，1733-1821），分布於地中海區，從敘利亞至西班牙海域，深度0至2公尺，本魚體延長，頭部背面輪廓平直，位於眼上方頸背與上唇尖之間，頜後角延伸至前鼻孔後緣與眼前緣垂直線之間，眶下內陷垂直於眼後部，鰓蓋後緣呈W形，有2個等長的尖端，胸鰭基底後的軀幹橫截面呈半橢圓形，腹側平直，體不被鱗，覆有粘液層，頭部側線發達，身體上側線不明顯，腹鰭喉位，與周圍的皮褶特化成一吸盤，體長可達5公分，屬底棲性魚類，棲息在水淺的礫石海岸，生活習性不明。